# Ngesias
Ngesias est un village en ruine de l'État de Peleliu.

## Toponymie
Les autres noms de Ngesias sont : Ngasias, Ngesyas, Nasiás, Assias et Asias.

## Géographie
Les ruines du villages, encore présentes, se trouvent sur l'île de Peleliu entre le mont Ngedechelabed et le marais à mangrove septentrional ouest.
Il est limité par le rois Kar, le rois Ngedechelabed et le rois Omleblochel.

## Histoire

### Période espagnole
Vers la fin de la période espagnole, Ngesias octroya des terres au sud aux réfugiés d'Angaur installé à Ngerdelolk. Ceux-ci fondèrent le village de Teliu. En échange, Ngesias pouvait utiliser les plages de Teliu pour lancer ses bateaux et recevait du poisson.

### Seconde Guerre mondiale
Le village a été détruit entièrement durant la bataille de Peleliu.

### Continuité constitutionnelle
En dépit de cette destruction, il est inscrit dans la constitution de Peleliu comme l'un des cinq villages traditionnels de l'île. En effet, son existence légale est maintenue afin déterminer l'identité des personnes de Peleliu.

## Population et société

### Démographie
Le village aurait compté jusqu'à 175 habitants au début du XIXe siècle.

### Transport
Les habitants de Ngesias avait accès à la mer par la mangrove via un ponton appelé Ngebungel.

## Religion
Les grottes du rois Omleblochel abritaient, selon la légende, le géant Meluadelchur.

## Sources